# Contea di Bungoma
La contea di Bungoma è una della 47 contee del Kenya situata nell'ex Provincia Occidentale. Al censimento del 2019 ha una popolazione di 1.670.570 abitanti. Il capoluogo della contea è Bungoma. Altre città importanti sono: Kimilili, Webuye, Malakisi, Sirisia, Chwele e Naitiri.
La contea di Bungoma nasce nel 2013 dalla fusione dei vecchi distretti di Bungoma (Centrale, Est, Nord, Sud e Ovest) e Monte Elgon.